# Maramureș (distrito)
Maramureș é um județ (distrito) da Romênia, na região histórica homônima, cuja parte romena faz parte da Transilvânia. Sua capital é a cidade de Baia Mare.

## Geografia
O distrito tem 6 304 km² de área, dos quais 43% estão ocupados pelos montes Rodna, cujo pico mais alto, o Pietrosul, se ergue a 2 303 m de altitude. Junto com as cordilheiras de Gutâi e Țibleș, os montes Rodna fazem parte dos  Cárpatos Orientais. A geografia do resto do distrito se caracteriza por colinas, mesetas e e vales. O distrito é cortado pelo Tisa e seus principais afluentes, os rios Iza, Vișeu e Mara.

### Limites
- Distrito de Suceava a leste;
- Distrito de Satu Mare a oeste;
- Ucrânia (oblasts de Ivano-Frankivsk e Transcarpátia) ao norte;
- Distritos de Sălaj, Cluj e Bistrița-Năsăud ao sul.

## Demografia
Em 2011 o distrito tinha 461 290 habitantes (densidade: 73,2 hab./km²). A composição étnica em 2002 era a seguinte:
- romenos — 82,02% (418 405 hab.)
- húngaros — 9,07% (46 300 hab.)
- ucranianos — 6,67% (34.027 hab.)
- ciganos — 1,74% (8.913 hab.)
- alemães — 0,39% (2 012 hab.)

| Evolução demográfica |
| -------------------- |

## Economia
Maramureș é conhecido por suas atividades pecuária e agrícola, que não  foram afetadas de forma significativa pela campanha de industrialização ocorrida durante o período comunista. As atividades agrícolas são realizadas de forma manual na maioria dos casos.
O distrito também conta com uma indústria de mineração desenvolvida, com zonas de extração de metais em distintos pontos de seu território. As indústrias construídas nos arrededores de Baia Mare durante o período comunista causaram um alto grau de contaminação no lugar.

## Turismo

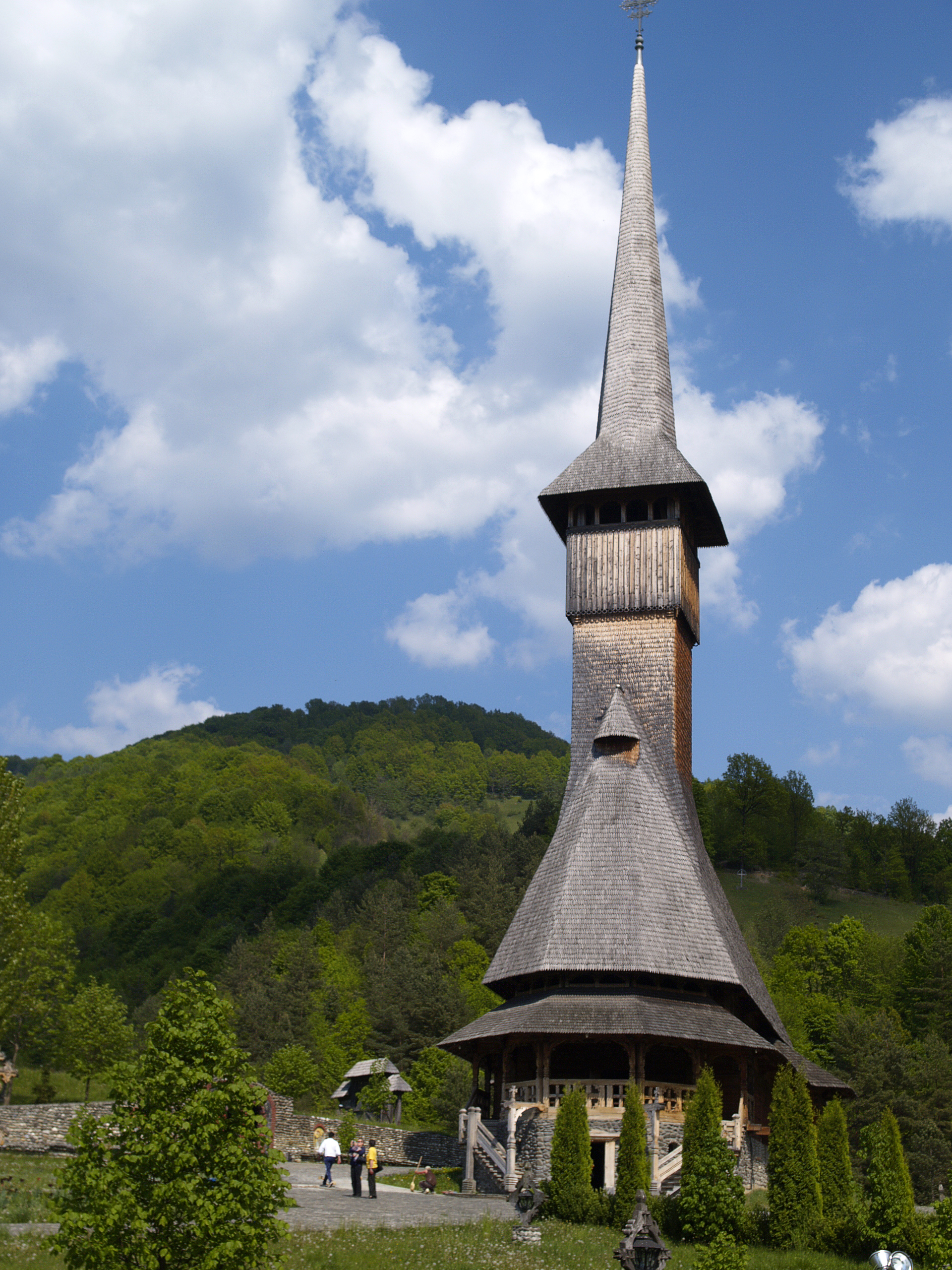
Igreja de madeira em Bärsana

A região é reconhecida pelas belas paisagens e seus artesanatos, assim como também por suas igrejas e sua arquitetura rural. Não existem muitas vias asfaltadas nas zonas rurais e algumas delas não são transitáveis em alguns períodos.
Os principais destinos turísticos são:
- As cidades de Baia Mare, Sighetu Marmației e Targu Lapus [3]
- Os vilarejos nos vales dos rios Iza, Mara e Vișeu
- As igrejas de madeira de Maramureș
- O Cemitério Alegre de Săpânța
- O Mosteiro Rohia [4]
- Os montes Rodna.

## Divisão administrativa
O distrito de Maramureș possui 2 municípios, 11 cidades (em romeno: oraș) e 63 comunas.